# Épigones
Pour les héritiers des diadoques, voir Épigones (rois).
Pour les articles homonymes, voir Épigone.
Dans la mythologie grecque, les Épigones (en grec ancien : Ἐπίγονοι / Epígonoi, « les descendants » ou « les héritiers ») sont les fils des sept chefs qui avaient combattu contre Thèbes pour venger Polynice et avaient péri au cours de la guerre.
Dix ans après leurs pères, peu avant la guerre de Troie, ils attaquèrent Thèbes, sous le commandement d'Adraste, pour venger leurs pères. Durant cette « Guerre des Épigones », les Thébains et leurs alliés sont vaincus à Glisas, près de Thèbes.
La première mention est d'Homère (Iliade IV, 403-410). Sthénélos (fils de Capanée) parle de leur présence, ainsi que de celle de Diomède, lors de la prise de Thèbes.
La liste et le nombre des Épigones varie selon les auteurs.
| Apollodore (Bib., III, 7, 2-3) | Hygin (Fab., LXXI) | Pausanias (Des., II, 20, 5) | Pausanias (Des., X, 10, 4) |
| ------------------------------ | ------------------ | --------------------------- | -------------------------- |
|                                |                    | Adraste                     |                            |
| Alcméon                        | Alcméon            | Alcméon                     | Alcméon                    |
|                                | Biantès            |                             |                            |
| Amphiloque                     |                    | Amphiloque                  |                            |
| Diomède                        | Diomède            | Diomède                     | Diomède                    |
| Égialée                        | Égialée            | Égialée                     | Égialée                    |
| Euryale                        |                    | Euryale                     | Euryale                    |
|                                | Polydore           | Polydore                    |                            |
| Promaque                       |                    | Promaque                    | Promaque                   |
| Sthénélos                      | Sthénélos          | Sthénélos                   | Sthénélos                  |
| Thersandre                     | Thersandre         | Thersandre                  | Thersandre                 |
|                                |                    | Timéas                      |                            |
|                                | Tlésimène          |                             |                            |

### Sources antiques
- Pseudo-Apollodore, Bibliothèque [détail des éditions] [lire en ligne] (III, 7, 2 et 3).
- Hygin, Fables [détail des éditions] [(la) lire en ligne] (71).
- Pausanias, Description de la Grèce [détail des éditions] [lire en ligne] (II, 20, 5 ; X, 10, 4).